# Marmoutier

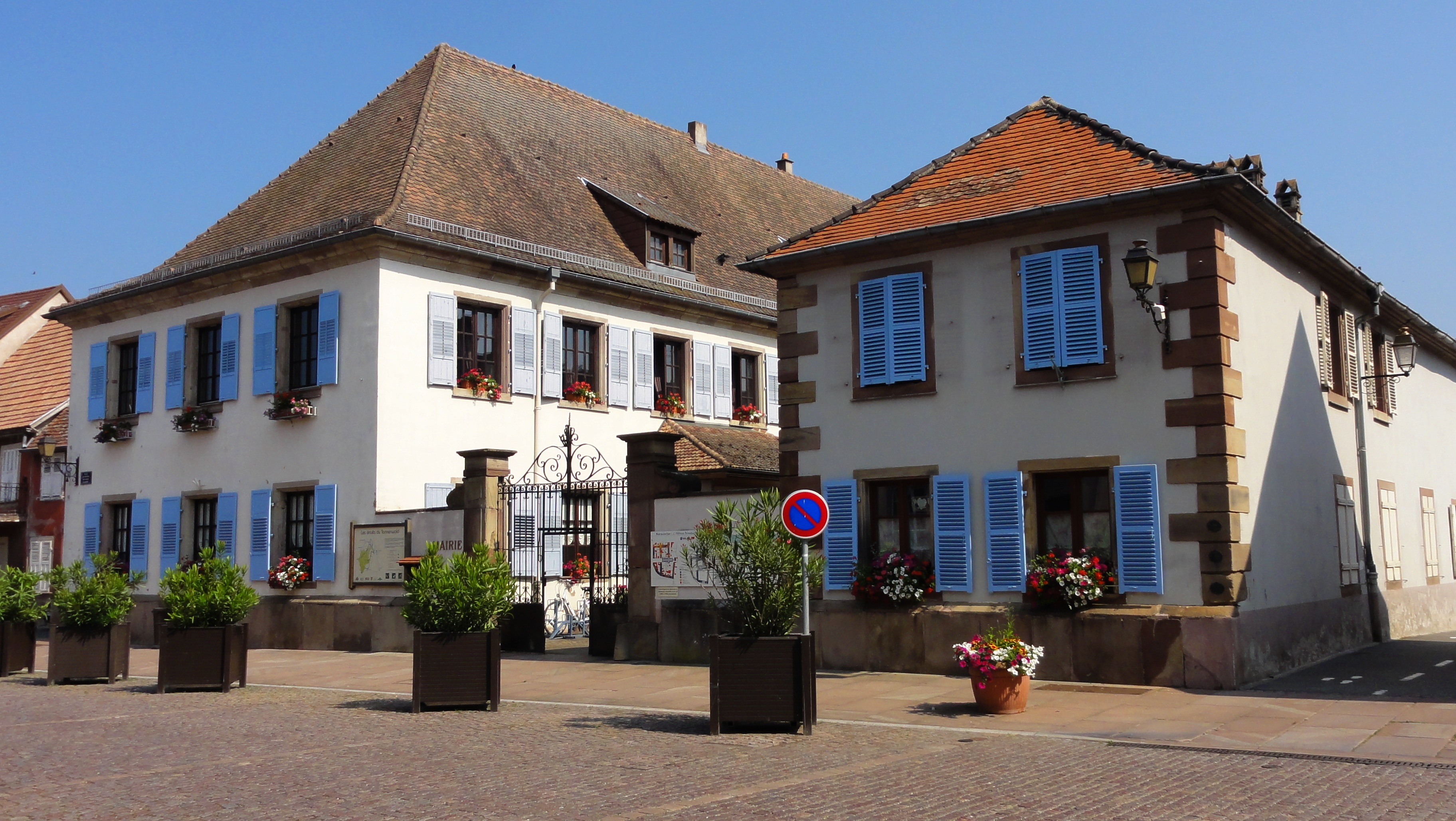
Mairie

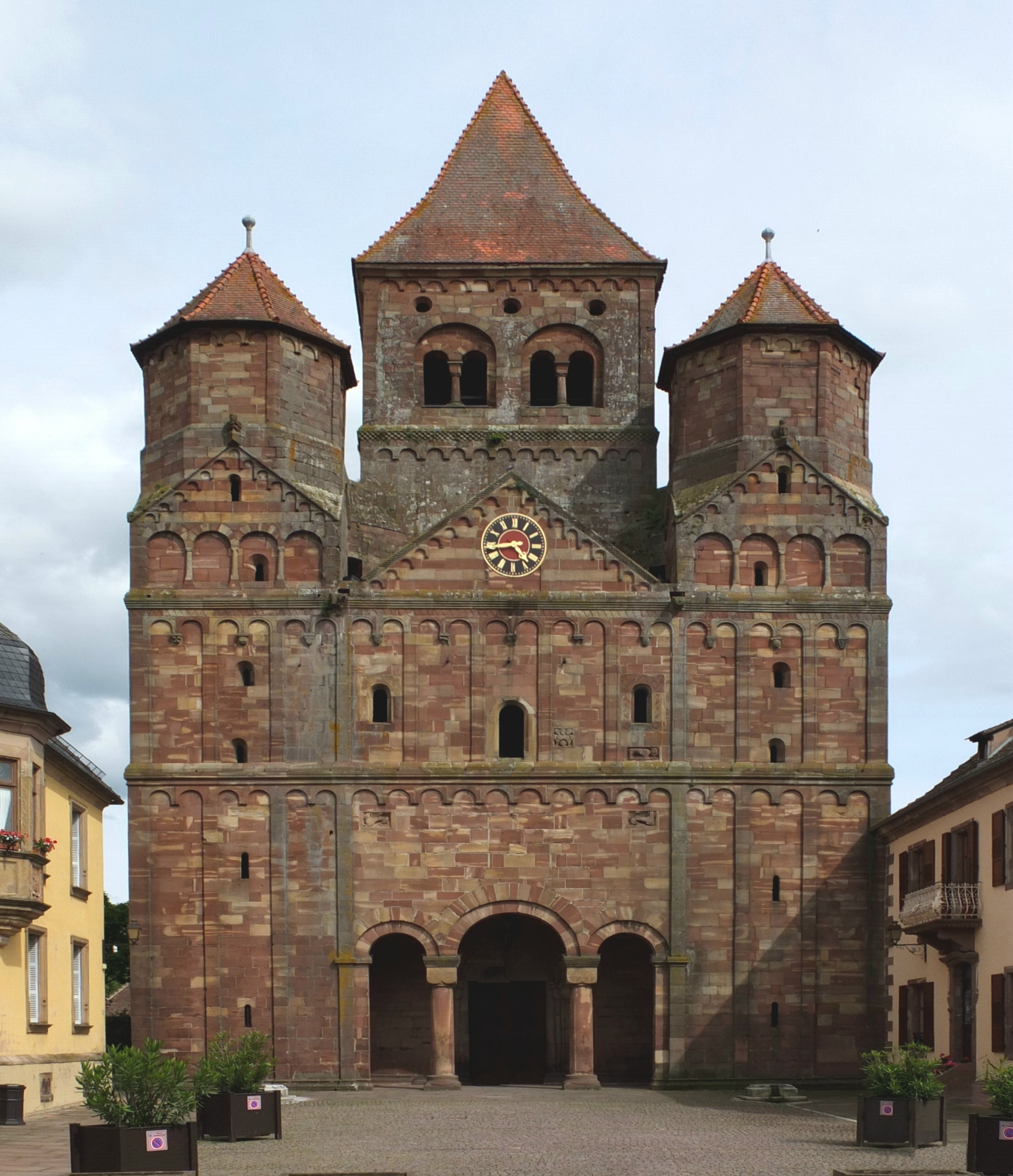
Klosterkirche Marmoutier

Die französische Gemeinde Marmoutier (deutsch Maursmünster, elsässisch Màschmìnschter) liegt im Département Bas-Rhin in der Europäischen Gebietskörperschaft Elsass und in der Region Grand Est und hat 2706 Einwohner (Stand 1. Januar 2021). Sie gehört zum Kanton Saverne.

## Geografie
Marmoutier liegt etwa 35 Kilometer nordwestlich von Straßburg und 9 Kilometer südlich von Saverne/Zabern. Zur Gemeinde gehören die Ortsteile Sindelsberg und Biegen.

## Geschichte

### Mittelalter
Um 590 oder um 659 gründete der Heilige Leobard von Maursmünster das Kloster Maursmünster. Seinen Namen verdankt es dem Abt Maurus, der das Kloster 724 wieder aufbaute. 814 wurde es der Benediktinerregel unterstellt und war seitdem ein Benediktinerkloster. 870 kam es im Vertrag von Meerssen zum neuen Reich Ludwigs des Deutschen (Regesta Imperii I. 1480).
Burg und Stadt Maursmünster sowie die Vogtei über das Kloster waren ein Lehen des Bischofs von Straßburg an die Herren von Lichtenberg, die es in zwei Stufen erwarben: 1393 kauften sie einen Anteil vom Bischof von Straßburg, 1454 den Anteil der Herren von Ochsenstein. In der Herrschaft Lichtenberg war es dem Amt Westhofen zugeordnet, das im 13. Jahrhundert entstanden war. Besonders im 14. Jahrhundert kam es zu einer Blütezeit des Klosters.
Als 1480 mit Jakob von Lichtenberg das letzte männliche Mitglied des Hauses verstarb, wurde das Erbe zwischen seinen beiden Nichten, Anna und Elisabeth, geteilt. Anna hatte Graf Philipp I. (d. Ä.) von Hanau (1417–1480) geheiratet, über die das Amt Westhofen an die aus dieser Ehe entstehende Grafschaft Hanau-Lichtenberg kam.
Seit 1280 ist die Anwesenheit von Juden nachgewiesen, ihre Ursprünge lassen sich ins 9. Jahrhundert zurückverfolgen.

### Neuzeit
Mit der Reunionspolitik Frankreichs unter König Ludwig XIV. kamen das Amt Westhofen und Maursmünster unter französische Oberhoheit. Nach dem Tod des letzten Hanauer Grafen, Johann Reinhard III., fiel das Erbe – und damit auch Maursmünster – 1736 an den Sohn seiner einzigen Tochter, Charlotte, den Erbprinzen und späteren Landgrafen Ludwig (IX.) von Hessen-Darmstadt. In Hessen-Darmstädtischer Zeit gehörte Maursmünster nicht mehr zum Amt Westhofen. 1792 wurde das Kloster im Zuge der Französischen Revolution aufgelöst. Von 1871 bis zum Ende des Ersten Weltkrieges gehörte Maursmünster als Teil des Reichslandes Elsaß-Lothringen zum Deutschen Reich und war dem Kreis Zabern im Bezirk Unterelsaß zugeordnet.
Im 19. Jahrhundert war die jüdische Population auf 519 angewachsen, von insgesamt 2739 Einwohnern (1846). 1822 wurde die Synagoge in der gleichnamigen Straße (rue de la synagogue) erbaut. Am 28. Februar 1848 wurden im Zuge der Februarrevolution bis zu 25 Häuser jüdischer Einwohner bei einem antirevolutionär motivierten Pogrom zerstört und von herbeigerufenen Truppen heftig attackiert. Während des Zweiten Weltkriegs wurden 1940 unter deutscher Besatzung die im Ort verbliebenen jüdischen Einwohner nach Südfrankreich und von dort später in die Vernichtungslager in Osteuropa deportiert. Siebzehn jüdische ehemalige Einwohner wurden Opfer der nationalsozialistischen Endlösung. 1961 wurde die Synagoge mangels jüdischer Bürger profaniert. Der letzte jüdische Bürger Marmoutiers Pierre Katz starb 2006 und ist auf dem jüdischen Friedhof begraben. Eine umfangreiche Dokumentation der jüdischen Geschichte Marmoutiers findet man im lokalen Museum (Musée du Patrimoine et du Judaïsme Alsacien). Hier kann man auch das ehemalige Mikwe-Bad besichtigen. Seit 2018 kümmert sich ein Verein um die Erhaltung des jüdischen Erbes, speziell um die Restaurierung des jüdischen Friedhofs mit seinen mehr als 500 Gräbern.

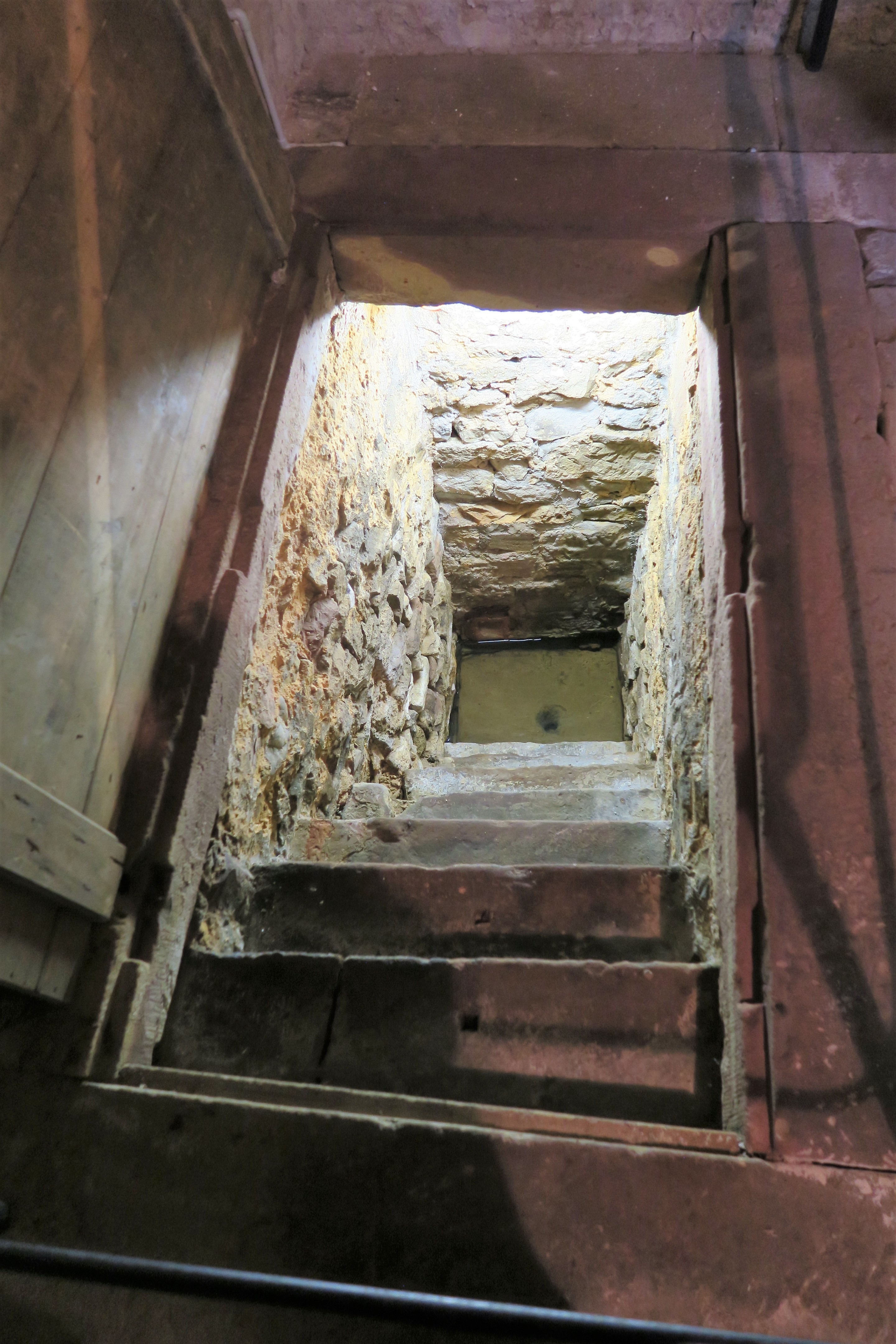
Mikwe-Bad

### Bevölkerungsentwicklung
| Jahr      | 1962 | 1968 | 1975 | 1982 | 1990 | 1999 | 2007 | 2017 |
| --------- | ---- | ---- | ---- | ---- | ---- | ---- | ---- | ---- |
| Einwohner | 1686 | 1789 | 1948 | 2024 | 2235 | 2444 | 2688 | 2726 |

## Sehenswürdigkeiten

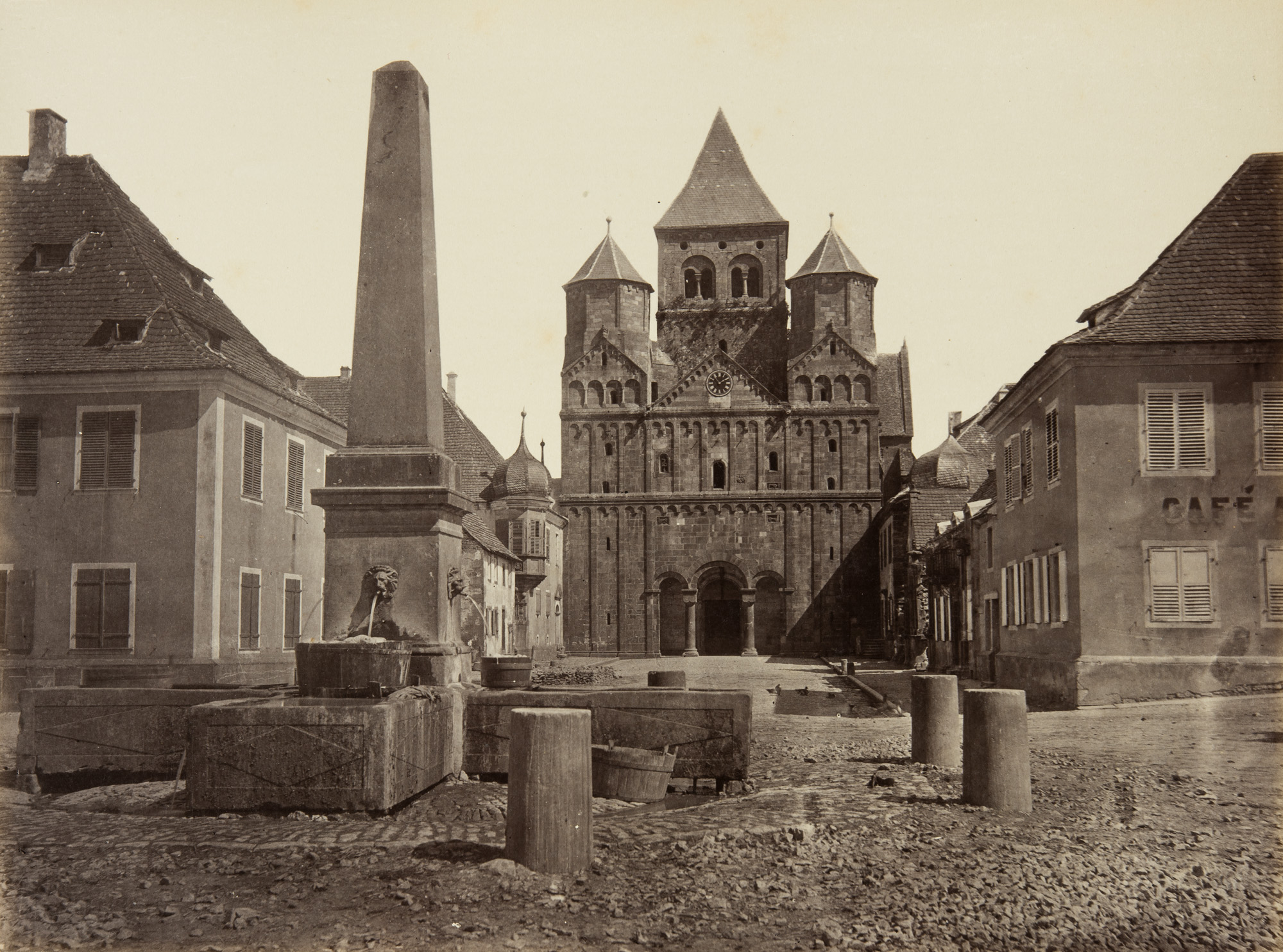
Ansicht von Maursmünster mit Abteikirche St. Etienne, nach 1870

In der Kirche Saint Etienne des ehemaligen Klosters Marmoutier aus dem 11. Jahrhundert mit drei romanischen Türmen, einem gotischen Kirchenschiff und dem Kirchenchor aus dem 18. Jahrhundert befindet sich eine Orgel des Straßburger Orgelbauers Andreas Silbermann.

## Gemeindepartnerschaft
Marmoutier unterhält eine Partnerschaft zur Gemeinde Sasbach in Baden-Württemberg.

## Persönlichkeiten
- Leobard von Maursmünster († um 680), erster Abt des Klosters Maursmünster.
- Jacob Frey (1520–1562), lebte ab 1545 als Stadtschreiber und Notar in dem Ort lebte; durch den Dramatiker und Schwankdichter ist der Name Maursmünster noch heute bekannt.
- Issac Lévy (1835–1912), französischer Rabbiner, Großrabbiner des Departments Haut-Rhin, in Maursmünster/Marmoutier geboren.[12]
- Alphonse Lévy (1843–1918), französischer Maler, Illustrator und Karikaturist, in Maursmünster/Marmoutier geboren.
- Albert Kahn (1860–1940), vermögender Bankier und Pionier der Farbfotografie, in Maursmünster/Marmoutier geboren.
- Pierre Katz (1927–2006), Militär, Luftfahrttechniker und Forscher der jüdischen Kultur und Geschichte im Elsass